# Vincent Gerard Nichols
Vincent Gerard Nichols (sinh 1945) là một Hồng y người Anh của Giáo hội Công giáo Rôma. Ông hiện đảm nhiệm vai trò Tổng giám mục chính tòa Tổng giáo phận Westminster, Chủ tịch Hội đồng Giám mục Anh Quốc và Xứ Wales và Phó Chủ tịch Liên Hội đồng Giám mục Châu Âu. Trước khi làm Tổng giám mục Westminster, ông từng đảm trách vai trò Giám mục phụ tá tổng giáo phận này từ năm 1991 đến năm 2000, sau đó đảm trách vai trò Tổng giám mục chính tòa Tổng giáo phận Birmingham.

## Thân thế và tu tập
Hồng y Vincent Gerard Nichols sinh ngày 8 tháng 11 năm 1945 tại Crosby, Liverpool, thuộc Tổng giáo phận Liverpool, Anh Quốc. Sau khi hoàn thành chương trình tiểu học và trung học, chàng trai trẻ Nichols nhập học tại Cao đẳng Venerable English đặt tại Rôma vào năm 1963.
Sau đó, Nichols tiếp tục theo học tại theo học Đại học Giáo hoàng Gregorian và tốt nghiệp với văn bằng cử nhân thần học. Trở về Anh, cậu tiếp tục học tại Đại học Manchester và tốt nghiệp "Thạc sĩ Nghệ thuật" với một luận văn nói về thần học của Thánh John Fisher.

## Phó tế và linh mục
Sau quá trình tu học dài hạn tại các chủng viện theo quy định của Giáo luật Công giáo, năm 1968, chủng sinh Nichols được phong chức Phó tế. Hơn một năm sau đó, ngày 21 tháng 12 năm 1969, Phó tế Nichols được truyền chức linh mục cho Tổng giáo phận quê nhà Liverpool bởi Tổng giám mục Paul Casimir Marcinkus, Tổng Thư kí Ngoài Giáo triều Rôma. Lễ truyền chức linh mục được cử hành tại Giáo phận Rôma.
Trở về giáo phận của mình, linh mục trẻ tuổi Nichols lãnh đạo một nhóm linh mục quản lý việc chăm sóc mục vụ cho người nghèo. Tại Tổngt giáo phận Liverpool năm 1979, ông được bổ nhiệm làm Phó Chưởng Ấn của tổng giáo phận và năm sau đó trở thành giám đốc "Viện Giáo dục Bắc Upholland". Năm 1984, linh mục Nichols được bổ nhiệm làm Tổng Thư ký Hội đồng Giám mục Anh Quốc và Xứ Wales.

## Giám mục
Sau gần 12 năm mục vụ trong cương vị là một linh mục, ngày 5 tháng 11 năm 1991, Tòa Thánh loan báo tin tức Giáo hoàng đã tuyển chọn linh mục Vincent Gerard Nichols làm Giám mục Hiệu tòa Othona, Giám mục Phụ tá Tổng giáo phận Westminster. Lễ tấn phong cho Tân giám mục đã được cử hành sau đó vào ngày 24 tháng 1 năm 1992 tại Thánh đường Most Precious Blood tại Westminster, Luân Đôn, thuộc Tổng giáo phận Westminster. Về phần nghi thức truyền chức được cử hành bởi ba giáo sĩ cấp cao là Hồng y George Basil Hume, O.S.B, Tổng giám mục Westminster trong vai trò chủ phong và hai vị phụ phong là Tổng giám mục Tổng giáo phận Liverpool Derek John Harford Worlock và Giám mục Alan Charles Clark, giám mục chính tòa Giáo phận East Anglia. Tân giám mục chọn cho mình châm ngôn:Fortis ut mors dilectio.
Giám mục Nichols tích cực tahm gia các hoạt động của Tòa Thánh, ông tham dự một số hội nghị ở Rôma, kể cả những hội nghị chủ đề đời sống tận hiến dành riêng cho Châu Đại Dương và Châu Âu. Sau cái chết của Hồng y Hume, giám mục Nichols được chọn làm Giám quản Tông Tòa Tổng giáo phận Westminster.

## Tổng giám mục, thăng Hồng y
Sau hơn 8 năm thi hành chức vụ giám mục Phụ tá Westminster, Tòa Thánh công bố quyết định chọn vị giám mục trẻ tuổi Vincent Gerard Nichols thăng làm Tổng giám mục chính tòa Tổng giáo phận Birmingham vào ngày 15 tháng 2 năm 2000.
Chưa dừng lại tại Birmingham, chín năm sau đó, ngày 3 tháng 4 năm 2009, Tòa Thánh loan báo thuyên chuyển Tổng giám mục Nichols về làm Tổng giám mục chính tòa Tổng giáo phận Westminster, nơi ông phục vụ trước đó trong cương vị giám mục Phụ tá. Ngày 21 tháng 5 cùng năm, Tân Tổng giám mục Westminster đã đến nhận giáo phận.
Từ ngày 30 tháng 4 năm 2009, Tổng giám mục Nichols đảm trách vai trò Chủ tịch Hội đồng Giám mục Anh Quốc và Xứ Wales. Đặc biệt, ngày lễ kính Thánh Phêrô và Phaolô của Giáo hội Công giáo, ngày 29 tháng 6 cùng năm, ông nhận dây pallium thứ hai của mình, vì lý do đã chuyển sang Giáo tỉnh khác. Tổng giám mục Nichols cũng tham dự chuyến thăm Ad Limina đến Tòa Thánh vào năm 2010.
Bằng Công nghị Hồng y năm 2014 cử hành ngày 22 tháng 2 năm 2014, Giáo hoàng Phanxicô thăng Tổng giám mục Vincent Gerard Nichols tước vị Hồng y Đẳng linh mục Nhà thờ Santissimo Redentore e Sant'Alfonso in Via Merulana. Tân Hồng y đã đến nhận nhà thờ hiệu tòa của mình sau đó vào ngày 2 tháng 10 cùng năm.
Hồng y Nichols cũng là Chủ tịch Nhóm Santa Marta, sáng lập năm 2014 bởi Giáo hoàng Phanxicô. Nhóm Santa Marta bao gồm các cảnh sát trưởng, các giám mục, các nữ tu tôn giáo và các đại diện của xã hội dân sự và nhằm mục đích tạo ra các mối quan hệ tin cậy giữa cảnh sát và Giáo hội, đặc biệt là các nữ tu, cho phép đánh bại các loại tội ác bằng phương thức cho các nạn nhân được đồng hành trong quá trình luận tội, hỗ trợ để họ tái hòa nhập xã hội.
Vào tháng 10 năm 2014, hồng y tham dự Thượng Hội đồng Giám mục Ngoại thường lần III và Thượng Hội đồng Giám mục lần thứ 14 được tổ chức vào tháng 10 năm 2015 với chủ đề về gia đình.
Tháng 10 năm 2016, ông được bầu làm Phó Chủ tịch Liên Hội đồng Giám mục Châu Âu (CCEE).